# DE9 - Transitions
Albums de Richie Hawtin
DE9 | Closer To The Edit
DE9 | Transitions est un album de Richie Hawtin sorti en 2005 sur son label Minus.

## Réception
Cet album a été classé en 22e position du classement Dance/Electronic Albums de Billboard, en décembre 2005.